# Jean-Julien Barbé
Jean-Julien Barbé, né le 17 mai 1868 à Vantoux (Moselle), mort le 9 septembre 1950 à Metz, est un historien, bibliophile, archiviste, érudit du Pays messin.

## Biographie
Jean-Julien Barbé naît à Vantoux, près de Metz en 1868. Après ses études à l'école allemande, il s'intéresse à l'histoire locale. Resté attaché au souvenir de la France, Jean-Julien Barbé rédige de nombreux articles sur l'histoire de Metz avant l'annexion allemande. Il possédait une bonne partie de la commune de Vallières en bien foncier, ainsi que de nombreux ouvrages sur la cité messine et de nombreux manuscrits.
Après la Première Guerre mondiale, Metz étant redevenue française, Jean-Julien Barbé est nommé archiviste de la ville de Metz. Ayant pris sa retraite vers 1930, il se consacra alors à sa passion pour l'histoire locale, devenant membre de l'Académie nationale de Metz en 1945. Il décède à Metz en 1950.

## Sources
- Notices d'autorité :   - VIAF
  - ISNI
  - BnF (données)
  - IdRef
  - LCCN
  - Belgique
  - Pays-Bas
  - WorldCat
- Discours d'Elie Fleur à l'ANM sur inist.fr
- À travers le vieux Metz, Metz, 1913 et 1937 de Jean-Julien Barbé.